# 合和實業
合和實業有限公司（英語：Hopewell Holdings Limited，港交所除牌前：0054 HK），主要業務是基建項目投資，物業租賃、代理及管理，酒店營運及管理，餐館營運及食品經營，建築及項目管理。
公司在香港註冊。雖然公司是上市公司，但同時亦是家族式企業：創辦人、董事局主席為胡應湘，胡應湘夫人郭秀萍擔任其中一位非執行董事，而其中一名獨立非執行董事胡文佳則是胡應湘的侄兒。1972年8月21日，合和實業正式上市。
由2018年2月，胡文佳被重新歸類為非執行董事；董事會共有15人，其中5人為獨立非執行董事。
截至2018年3月31日，市值為港幣260.52 億元。
合和實業有限公司的總部位於灣仔的合和中心，合和中心隔鄰是胡應湘為紀念父親胡忠而建造的胡忠大廈。
2019年3月21日合和實業（054）大股東胡應湘聯同親友提出以每股38.8元私有化，在法院會議上獲96.3%獨立股東投票贊成，在股東特別大會獲97.9%股東投票贊成，符合75%出席股東會並投票的獨立股東贊成以及在全部獨立股東中少於10%反對的私有化要求，將於同年5月3日撤回上市地位。
合和實業（00054）公布，該股於港交所買賣最後時間為同年4月17日下午4時，因股份不再納入收市競價交易時段的上市證券。

## 歷史
合和實業的創辦，可追溯到胡氏家族的中央建業有限公司。創辦人胡應湘，祖籍廣東花縣，1935年在香港出生，其父胡忠是香港著名的的士商，胡應湘早年赴美國普林斯頓大學攻讀土木工程，1958年學成返港，曾任職政府工務局助理工程師。1962年胡獲得建築師執照後，即創立家族的中央建業有限公司。當時，港府為香港的士不足，因而增發牌照，其父胡忠多購了數十部的士，使車庫不敷應用，於是便在銅鑼灣海旁購地建造大廈，底層作停車場，上蓋作住宅出售。這次交易令胡氏家族賺取了可觀利潤，並開始兼營地產。
1965年香港爆發銀行危機，地產市道蕭條，中央建業業務大受影響，胡應湘遂決定另組公司自行發展。1972年，胡在父親協助下向匯豐銀行貸款1,500萬元，創辦合和實業有限公司。同年8月，合和在香港掛牌上市。當時，合和實收資本2億元，分為10,000股，每股面價2元，以每股5元公開發售2,500萬股新股，集資1.25億元，用作減輕債務及地產發展。當時，香港地產市道蓬勃，股市飆升，合和的股價也於1973年3月衝上每股30元水平，比認股價急升5倍，整間公司市值高達36億元，成為規模最大的華資地產上市公司。上市首年，合和純利達6,070萬元，比預測利潤高出四成半。
可惜，好景不常。1973年3月恆生指數攀升至1774.96的歷史性高位後即急轉直下，當時股市早已脫離客觀經濟情況，潛伏嚴重危機，股市暴跌的導火線是發現假股票，而最早發現的假股票就是合和。合和即被證券交易所勒令停牌以便調查。期間，合和持有25％股權的保利建築公司宣佈破產清盤，令合和遭受損失，故合和復牌後股價一瀉不止。1974年底，合和股價跌至0.65元，比最高位時下跌97％。遭此打擊，1974年度合和純利僅2,179萬元，大幅下跌64%，以後各年度雖逐步回升，但直至1979年才超越1973年度水平。這一時期，合和側重於地產發展，相繼完成了協威園、康麗園、東威大廈、山光苑、雲景台、荃威花園、健威花園、德福花園等多處物業。
1970年代合和最重大的物業發展項目是位於灣仔皇后大道東的合和中心。合和中心既是身為建築師的胡應湘引以為傲的得意之作，也是合和實業的招牌大廈。合和中心在設計上頗具特色，它包括兩個內筒牆和一個直徑15呎的外筒牆，第一個內筒牆內是電梯通道，內筒牆之間作洗手間、儲物室及管理通道之用，第二個內筒牆和外筒牆之間，是寫字樓和商場。合和中心的圖筒形設計，據說可抵受時速194哩的負載風速，這一極限承載的風力，是香港有史以來所能遇到的最大風暴。胡應湘設計的合和中心原計劃於1976年完成，後因建築圖則批出的拖延，至1980年才完工。該中心樓高66層，是當時香港最高的建築物，比康樂大廈還高出139呎，可供出租面積達80萬平方呎，頂層是旋轉餐廳，中低層是寫字樓，底層和地庫是商場和停車場。合和中心的建成，為合和實業在香港地產界奠下重要的基礎。
1993年合和分拆旗下印尼、菲律賓及部分中國內地的發電業務，以亞洲電力發展的名義上市，其後卻因亞洲金融風暴及泰國業務受到挫折而向美國南方電力出售亞洲電力發展。
2018年4月4日，合和实业完成交易，将合和公路基建（现名：湾区发展）約66.69%已發行股份出售予深圳市投资控股有限公司。交易產生稅後之出售淨收益約港幣51億元。深圳市投资控股有限公司成为湾区发展的最终母公司。
2018年12月2日合和實業，獲持有的36.93%的公司大股東兼主席胡應湘及其妻持有的Petrus HK Co Ltd）以每股38.8港元向包括胡應湘兒子胡文新在內的非財團要約人一致行動方等其餘股東，收購擁有的5.47億股，佔已發行股本約63.07%，涉及金額212.56億元，完成私有化後將申請撤銷上市地位。

## 戲院
合和實業有限公司全資附屬機構，以「星影匯」為其品牌名稱經營。座落於東九龍地標九龍灣國際展貿中心（合和實業有限公司之投資物業），擁有9個影院的多銀幕戲院。

## 外部連結
- HopewellHoldings.com